# Ліннікова Анна Владиславівна
Анна Владиславівна Ліннікова (рос. Анна Владиславовна Линникова; нар. 4 квітня 2000) — російська модель і переможниця конкурсу краси «Міс Росія 2022». Як Міс Росія Ліннікова представляла Росію на Міс Всесвіт 2022 та на Міс Світу 2022.

## Походження та навчання
Ліннікова народилася 2000 року та виросла в Оренбурзі, а в 16-річному віці почала професійно працювати моделлю . Як професійна модель Ліннікова працювала за контрактом в Китаї, Японії, Південній Кореї, В'єтнамі та Малайзії. Пізніше вона переїхала до Санкт-Петербурга, щоб вступити до Санкт-Петербурзького університету технологій управління та економіки. До перемоги на конкурсі «Міс Росія-2022» Анна Ліннікова навчалася на другому курсі університету, вивчаючи зв'язки з громадськістю.

## Модельна кар'єра
Анна Ліннікова почала свою кар'єру в театральному мистецтві в 2022 році, ставши однією з 750 000 жінок по всій Росії, які пройшли прослуховування, щоб стати фіналісткою «Міс Росія 2022». Зрештою, вона була обрана офіційним кандидатом від Оренбурга. Ліннікова увійшла до десятки найкращих у фіналі, який відбувся 25 липня 2022 року, а потім була оголошена переможницею. Як Міс Росія, Ліннікова офіційно представляє Росію на конкурсах краси Міс Всесвіт 2022 та Міс Світу 2022.
Анна Ліннікова під час конкурсу «Міс Всесвіт 2022» намагалася сфотографуватися біля «Міс Україна Всесвіт» Вікторії Апанасенко, але провокація не вдалася: українка відійшла подалі.